# Neoromicia bemainty
Neoromicia bemainty (Goodman, Rakotondramanana, Ramasindrazana, Kearney, Maonadjem, Schoeman, Taylor, Naughton & Appleton, 2015) è un pipistrello della famiglia dei Vespertilionidi endemico del Madagascar.

## Etimologia
L'epiteto specifico deriva dalla combinazione delle due parole in lingua malgascia be-, notevolmente e -mainty, scuro, con allusione alla particolare colorazione della pelliccia. Questa parola viene inoltre utilizzata dalle guide locali per identificare lo spirito di uno sciamano raffigurato con una pelle notevolmente scura.

## Descrizione

### Dimensioni
Pipistrello di piccole dimensioni, con la lunghezza totale tra 77 e 83 mm, la lunghezza dell'avambraccio tra 29 e 32 mm, la lunghezza della coda tra 33 e 36 mm, la lunghezza del piede tra 4 e 5 mm, la lunghezza delle orecchie tra 10 e 13 mm e un peso fino a 4,4 g.

### Aspetto
La pelliccia è arruffata, le parti dorsali sono marroni scure con striature grigiastre chiare, mentre le parti ventrali sono brunastre con la base dei peli più scura. Le orecchie sono rivestite alla base di lunghi peli, il trago è affusolato e con l'estremità arrotondata. Le membrane alari sono marroni scure, talvolta con delle venature biancastre sulla superficie ventrale. La lunga coda è inclusa completamente nell'ampio uropatagio. 

### Ecolocazione
Emette ultrasuoni ad alto ciclo di lavoro sotto forma di impulsi di breve durata a frequenza modulata iniziale di 69-120,6 kHz, finale di 38-46,8 kHz e massima energia a 49,3-51,2 kHz

## Biologia

### Alimentazione
Si nutre di insetti.

## Distribuzione e habitat
Questa specie è conosciuta soltanto nella foresta di Kirindi, Provincia di Toliara, nel Madagascar centro-occidentale.
Vive nelle foreste ripariali.

## Tassonomia
I membri di questa specie erano precedentemente inclusi in N.anchietae.

## Conservazione
Questa specie, essendo stata scoperta solo recentemente, non è stata sottoposta ancora a nessun criterio di conservazione.